# Bộ Thủ (首)
Bộ Thủ, bộ thứ 185 có nghĩa là "đầu" là 1 trong 11 bộ có 9 nét trong số 214 bộ thủ Khang Hy.
Trong Từ điển Khang Hy có 20 chữ (trong số hơn 40.000) được tìm thấy chứa bộ này.

## Tự hình Bộ Thủ (首)

Giáp cốt văn
Kim văn
Đại triện
Tiểu triện

## Chữ thuộc Bộ Thủ (首)
| Số nét bổ sung | Chữ      |
| -------------- | -------- |
| 0              | 首/thủ/  |
| 2              | 馗/quỳ/  |
| 8              | 馘/quắc/ |